# Ayrshire (Iowa)
Ayrshire is een plaats (city) in de Amerikaanse staat Iowa, en valt bestuurlijk gezien onder Palo Alto County.

## Demografie
Bij de volkstelling in 2000 werd het aantal inwoners vastgesteld op 202. In 2006 is het aantal inwoners door het United States Census Bureau geschat op 182, een daling van 20 (-9,9%).

## Geografie
Volgens het United States Census Bureau beslaat de plaats een oppervlakte van 0,5 km², geheel bestaande uit land. Ayrshire ligt op ongeveer 402 m boven zeeniveau.

## Plaatsen in de nabije omgeving
De onderstaande figuur toont nabijgelegen plaatsen in een straal van 20 km rond Ayrshire.